# Magas barna férfi felemás cipőben
A Magas barna férfi felemás cipőben (eredeti cím: The Man With One Red Shoe) 1985-ben bemutatott filmvígjáték, kémfilm paródia. Rendezője Stan Dragoti. Főszereplők Tom Hanks, Dabney Coleman, Lori Singer, Charles Durning, Carrie Fisher és James Belushi.
A film története lazán az 1972-es Magas szőke férfi felemás cipőben (Le Grand Blond avec une chaussure noire) című francia vígjáték amerikai változata, aminek főszereplői Pierre Richard és Mireille Darc voltak, írói Francis Veber és Yves Robert.
A filmben zenei részletek hangzanak el Rimszkij-Korszakov Seherezádé című zenekari művéből.
Magyarországi bemutató: 1991. augusztus 2.
Magyarországi DVD-megjelenés: 2006 január-február

## Cselekménye
|  | Alább a cselekmény részletei következnek! |

Marokkóban egy autó majdnem egy CIA-ügynök fejére zuhan. Az autóban lévő kábítószer kiszóródik, az amerikai szenátusban kitör a botrány, belső vizsgálatot rendelnek el, amire a CIA igazgatója, Ross (Charles Durning) mindössze 48 órát kap.
Washingtonban a háttérben Cooper (Dabney Coleman), a CIA aligazgatója mozgatja a szálakat. Szeretne igazgató lenni, ennek azonban akadálya Ross, a jelenlegi igazgató. Ross szeretné Cooperre kenni a dolgot, ezért előbb azt a kijelentést teszi otthon, hogy létezik egy ember, aki Cooper ellen fog tanúskodni a szenátusi meghallgatáson (mivel tudja, hogy a házát Cooper lehallgatja), majd azt találja ki, hogy emberei szemeljenek ki a Washington-Dulles repülőtéren véletlenszerűen egy fickót, akiről Cooper azt fogja hinni, hogy Ross ügynöke és Cooper elleni tanúja.
Ross embere, Brown (Edward Herrmann) egy Chicagóból érkező, felemás, egyik lábán piros cipőt viselő férfit választ ki, akivel kezet ráz. Ő Richard  Drew (Tom Hanks), aki a Washingtoni Szimfonikus Zenekarban első hegedűs, és semmi köze a dologhoz. Mivel a mogyoró a fogába ment, ezért még a repülőtérről felhívja fogorvosát, Cooper ezt gyanúsnak találja. Cooper szeretné elhallgattatni „a tanút”, de kíváncsi is rá, hogy mit tud, ezért ráállítja az embereit, akik már a repülőtéren rámozdulnak. Amikor Richard elindul biciklijével a fogorvosához, Cooper emberei darabokra szedik a lakását (később látszólag mindent visszaraknak, de a fürdőszobában a csapokat összevissza felcserélik egymással). A fogorvoshoz Ross emberei is kimennek, egyiküket elkapja Cooper embere, elkábítja és kihúzza az összes fogát, mivel azt hiszi, hogy ő Richard.
Mivel Richard hamarabb ér haza a tervezettnél, Cooper emberei nem tudnak kimenni a lakásból, így Richardot Maddy (Lori Singer) fogadja. Miközben szóval tartja, kollégái három kábító injekciót lőnek a fenekébe (normál esetben egy is elég szokott lenni).
A felemás cipő Morris (James Belushi) tréfája haverján, Richardon, akivel ugyanabban a zenekarban játszik (ő az üstdobos, felesége, Paula pedig fuvolán játszik).
Cooper emberei felfedik, hogy Richard a korábbi években játszott a Szovjetunióban, Berlinben, Kínában, Marokkóban. Cooper készpénznek veszi, hogy Richard a „keleti blokk”-nak dolgozik és annyira profi, hogy hülyének tetteti magát.
Richardot meglátogatja Paula (Carrie Fisher), Morris felesége és párducpettyes bikinibe öltözve próbálja bevonni a megszokott szexuális játékukba, Richardnak azonban nincs hozzá hangulata. Paula a „Tarzan és Jane” szituációt kedveli, ebben hangokkal Richard is részt vesz, amit Cooper emberei felvesznek magnóra. (később, amikor az autóban ezt lejátsszák, Morris jogosan azt hiszi, hogy a feleségét hallja az autóból. Richard azonban felhívja Paulát, aki órák óta otthon tartózkodik – Morris nem érti a dolgot).
Richard egy koncerten vesz részt, ahol Cooper szerint a hangjegyekkel észrevétlenül kódolt üzenetet küldhet, ezért gépidőt kér a legnagyobb kapacitású katonai számítógépre, ami amúgy az amerikai rakéták vezérlését végzi.
Hogy még többet szedjenek ki a „kém”-ből, Cooper megbízza a „végzet asszonyá”-t, Maddy-t, hogy a koncert után csábítsa el a férfit (miközben ő és emberei félig átlátszó tükrök mögül figyelik az eseményeket). Maddy azonban leoltja a villanyt...
Ross eközben nyugodtan figyeli a fejleményeket, és időnként bizalmasával, Brownnal a pázsitot öntöző locsolók mindent elfedő hangja mellett beszéli meg az eseményeket.
Cooper és Ross 2-2 embere véletlenül összefutnak Richard lakásában, amikor épp fejhallgatóval a fején egy néma elektronikus zongorán komponál, így semmit nem hall a környezetéből. Cooper emberei véletlenül elsülő pisztolyok miatt meghalnak, Ross magasabb embere leüti az állandóan fecsegő kövér társát. Morris ekkor érkezik Richardhoz, és három élettelen testet lát a padlón. Richard után rohan, de mire visszamennek a lakásba, Ross magasabb embere elszállítja a többieket (egyiküket átmenetileg a hűtőszekrénybe teszi, ahol Morris észreveszi, de mire Richard kimegy a konyhába, a hulla eltűnik a hűtőből). Morris egyre inkább kételkedik a saját józan eszében, végül emiatt zárt intézetbe kerül.
Amikor kiderül, hogy semmilyen használható információt nem találtak, Cooper elrendeli Richard likvidálását, amit azonban Maddy igyekszik megakadályozni. Nemsokára őrá is lecsapnak korábbi kollégái, és egy fehér személyautóban magukkal viszik, Richard azonban kiszabadítja. Coopert letartóztatják, Rosst pedig korábbi beosztottja, Brown váltja az igazgatói székben.
|  | Itt a vége a cselekmény részletezésének! |

## Szereplők
| Szerep                  | Színész            | Magyar hangja (1. szinkron, 1991) |
| ----------------------- | ------------------ | --------------------------------- |
| Richard Drew            | Tom Hanks          | Rátóti Zoltán                     |
| Burton Cooper           | Dabney Coleman     | Bács Ferenc                       |
| Maddy                   | Lori Singer        | Tóth Enikő                        |
| Ross                    | Charles Durning    | Szabó Ottó                        |
| Paula, Morris felesége  | Carrie Fisher      | Csere Ágnes                       |
| Morris, Richard haverja | James Belushi      | Forgács Péter                     |
| Brown                   | Edward Herrmann    | Szakácsi Sándor                   |
| Karmester               | David Ogden Stiers | Jakab Csaba                       |
| Virdon                  | Irving Metzman     | Perlaki István                    |
| Reese                   | Tom Noonan         | Beregi Péter                      |
| Carson                  | Gerrit Graham      | Szabó Sipos Barnabás              |
| Stemple                 | David L. Lander    | Maros Gábor                       |
| CIA ügynök              | Art LaFleur        | N/A                               |

## Fogadtatás
A Magas barna férfi felemás cipőben 46%-os értékelést kapott a filmkritikusok véleményét összegző Rotten Tomatoes oldalon, 13 vélemény alapján.
A filmcritic.com kritikusa 2004-ben 3,5 csillagot adott rá a lehetséges 5-ből.

## Filmezési helyszínek
A filmet Washingtonban forgatták, ahol a történet is játszódik.

## Fordítás
Ez a szócikk részben vagy egészben  a   The Man With One Red Shoe című angol Wikipédia-szócikk fordításán alapul.  Az eredeti cikk szerkesztőit annak laptörténete sorolja fel. Ez a jelzés csupán a megfogalmazás eredetét és a szerzői jogokat jelzi, nem szolgál a cikkben szereplő információk forrásmegjelöléseként.